# EBS第1频道
EBS第1频道（EBS 1TV) 是韩国教育廣播公司（EBS）对韩国国内的一个地面电视频道，以纪录片、幼儿和青少年节目为主。

## 简介
EBS 1TV的前身是韩国廣播公司（KBS）的电视第3频道（KBS 3TV），1981年2月2日开播，以教育节目为主。1990年12月27日，EBS成立，接管了KBS 3TV和同样以教育节目为主的KBS第3调频广播（KBS 3FM），原KBS 3TV改名为EBS TV。2015年2月11日，EBS 2TV开播，原EBS TV同日更名为EBS 1TV。

## 关连项目
- KBS 1Radio
- KBS 2Radio
- MBC FM4U
- 韩国首都圈远东广播